# Noémi Tóth
Noémi Tóth (Szentes, 7 giugno 1976) è una pallanuotista ungherese naturalizzata italiana, vincitrice, con l'Italia di una medaglia d'oro ai giochi olimpici di Atene 2004.

## Palmarès

### Nazionale
- Olimpiadi

Italia: Atene 2004: 
- Mondiali

Ungheria: Roma 1994: 
Italia: Barcellona 2003: 
- Europei

Ungheria: Atene 1991: 
Ungheria: Leeds 1993: 
Ungheria: Vienna 1995: 
Italia: Lubiana 2003: 